# Нуклео Аспалмо Инфериоре
Нуклео Аспалмо Инфериоре је насеље у Италији у округу Ређо ди Калабрија, региону Калабрија.
Према процени из 2011. у насељу је живело 52 становника. Насеље се налази на надморској висини од 268 м.